# 1977-es magyar öttusabajnokság
Az 1977-es magyar öttusabajnokságot július 24. és 28. között rendezték meg. A viadalt Horváth László nyerte meg, akinek ez volt a negyedik, egyben utolsó egyéni bajnoki címe. A csapatversenyt a Csepel SC nyerte.

## Eredmények

### Férfiak

#### Egyéni
| Hely | Név                | Klub          | Eredmény |
| ---- | ------------------ | ------------- | -------- |
| 1.   | Horváth László     | Újpesti Dózsa | 5323     |
| 2.   | Villányi Zsigmond  | Csepel SC     | 5246     |
| 3.   | Balogh István      | MAFC          | 5157     |
| 4.   | Császári Attila    | Bp. Honvéd    | 5123     |
| 5.   | Kancsal Tamás      | Bp. Honvéd    | 5116     |
| 6.   | Sasics Szvetiszláv | Bp. Honvéd    | 5097     |
| 7.   | Bakó Pál           | Bp. Honvéd    | 5096     |
| 8.   | Déri Árpád         | Csepel SC     | 5084     |
| 9.   | Maracskó Tibor     | Csepel SC     | 5022     |
| 10.  | Ungár Nándor       | Bp. Honvéd    | 5019     |

#### Csapat
| Hely | Név                                               | Klub                  | Eredmény |
| ---- | ------------------------------------------------- | --------------------- | -------- |
| 1.   | Maracskó Tibor, Déri Árpád, Villányi Zsigmond     | Csepel SC             | 15 352   |
| 2.   | Sasics Szvetiszláv, Bakó Pál, Kancsal Tamás       | Bp Honvéd             | 15 309   |
| 3.   | Szombathelyi Tamás, Kelemen Péter, Horváth László | Újpesti Dózsa         | 15 178   |
| 4.   |                                                   | MAFC                  | 14 775   |
| 5.   |                                                   | Székesfehérvári Volán | 14 486   |